# Aphonoides okapa
Aphonoides okapa är en insektsart som beskrevs av Andrej Vasiljevitj Gorochov 2008. Aphonoides okapa ingår i släktet Aphonoides och familjen syrsor. Inga underarter finns listade i Catalogue of Life.